# Cottown (Perth and Kinross)
Cottown ist ein schottischer Weiler in der Council Area Perth and Kinross. Sie liegt in der traditionellen Grafschaft Perthshire rund zehn Kilometer östlich von Perth und 22 Kilometer südwestlich des Zentrums von Dundee nahe dem linken Ufer des Tay, der an dieser Stelle in den Firth of Tay übergeht. Die Ortschaft liegt in der Carse of Gowrie vor den südwestlichen Ausläufern der Sidlaw Hills.

## Geschichte
Östlich von Cottown ist eine wüst gefallene Siedlung zu finden, die möglicherweise auf die Eisenzeit datiert. Vermutlich befinden sich auch Souterrains in der Siedlung. Eine weitere prähistorische Siedlung befindet sich südöstlich. Westlich von Cottown, am Ortsrand des benachbarten St Madoes, befindet sich das Anwesen von Pitfour Castle, das auf ein Tower House zurückgeht. Die ehemalige Dorfschule, Cottown School, zählt zu den wenigen erhaltenen Lehmbauten in der Region. Sie ist als Denkmal der höchsten Kategorie A geschützt.

## Verkehr
In St Madoes ist die von Edinburgh nach Fraserburgh führende A90 zugänglich.
1847 erhielt das benachbarte Glencarse einen Bahnhof entlang der neuen Dundee and Perth Railway. 1956 wurde dieser aufgelassen.